# Bunyola
Bunyola este un municipiu în insula Mallorca, Insulele Baleare, Spania. Are 84,6 km²
1. ↑  Nomenclátor Geográfico de Municipios y Entidades de Población (20240402 edition)